# Bagaceratopidae
Bagaceratopidae (někdy také Bagaceratopsidae) byla čeleď ptakopánvých rohatých dinosaurů z kladu Neoceratopsia, žijících v období svrchní křídy (geologické stupně santon až maastricht, zhruba před 86 až 70 miliony let). V současnosti řadíme do této čeledi asi 7 rodů z Číny a Mongolska, ne všechny jsou ale s jistotou vědecky platné (validní). Formálně tento taxon stanovil ruský paleontolog Vladimir Alifanov roku 2003.

## Popis

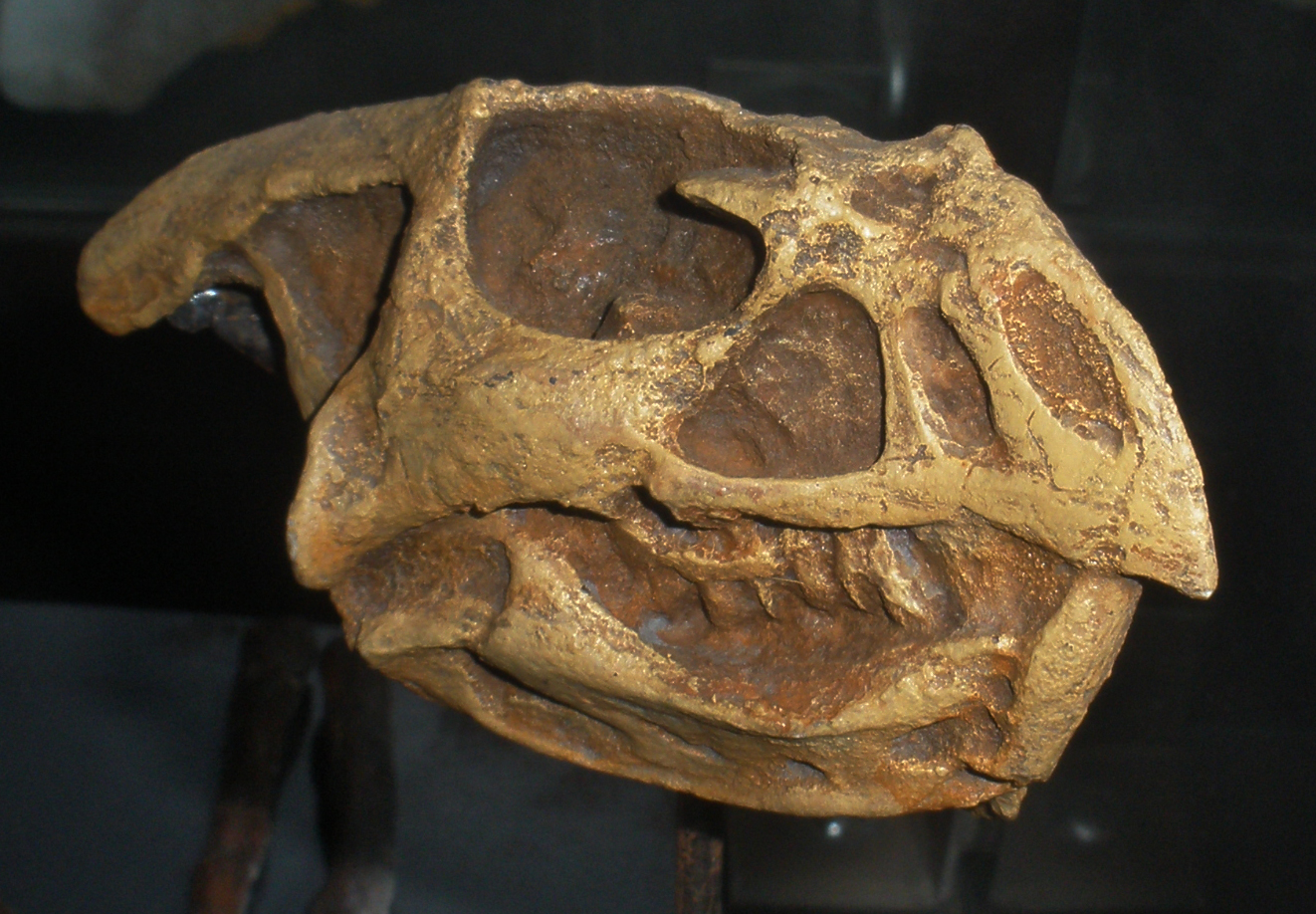
Fosilní lebka rodu Bagaceratops.

Bagaceratopidi se obecně podobali ostatním menším rohatým dinosaurům, například zástupcům příbuzné čeledi Leptoceratopsidae. Měli zobákovité zakončení čelistí, nepříliš výrazný lebeční límec a živili se nízko rostoucí potravou. Pravděpodobně žili v malých skupinách. Sám Alifanov, který čeleď popsal, se domnívá, že tato skupina rohatých dinosaurů měla nejspíš asijský původ.